# روغن موتور

یکی از محصولات تقطیر در خلأ برش روغنی است که به عنوان ماده اولیه واحدهای روغن‌سازی وارد پالایشگاه می‌گردد. این برش روغنی تحت یک سری عملیات پالایش و به روغن پایه تبدیل می‌گردد. 

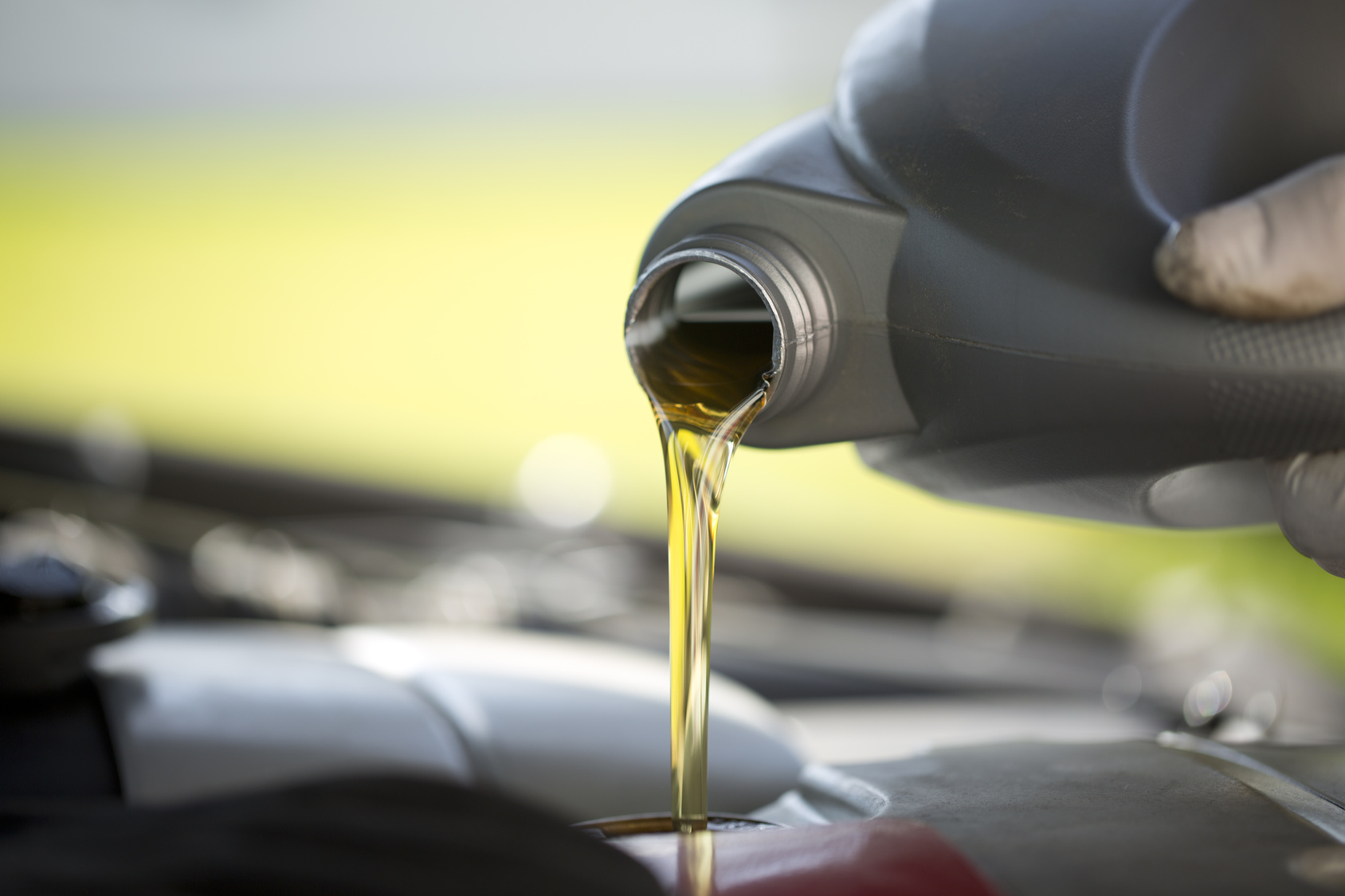
افزودن روغن به موتور خودرو

۱- تقطیر در فشار اتمسفریک
۲- تقطیر در خلأ

## محاسبه پالایش برش روغنی در پالایشگاه
در پالایشگاه‌های تولیدکننده روغن موتور، برش روغنی به عنوان ماده اولیه واحد روغن‌سازی به واحد استخراج با فورفورال فرستاده می‌شود که در آنجا مواد آروماتیک و نیز موادی که حاوی ترکیبات حلقوی غیر اشباع (بنزنی) است، از آن زدوده می‌شود. رافینت حاصل که حاوی روغن می‌باشد، به واحد موم‌گیری با تولوئن و متیل اتیل کتون فرستاده می‌شود تا انواع پارافین و واکس (موم) آن جداسازی گردد. روغن موم‌گیری شده به واحد تصفیه نهایی توسط هیدروژن ارسال می‌گردد تا روغن پایه نهایی حاصل شود.

## ویژگی‌های فیزیکی روغن
بالا بودن شاخص گرانروی یک مزیت برای روغن به حساب می‌آید زیرا هرچه شاخص گرانروی یک روغن بالاتر باشد تغییرات ویسکوزیته آن نسبت به دما کمتر خواهد بود. برای این منظور از مواد بهبود دهنده شاخص گرانروی یا Viscosity index improver که به‌طور خلاصه به صورت VIIبیان می‌شود استفاده می‌گردد.

## انواع مختلف روغن موتور

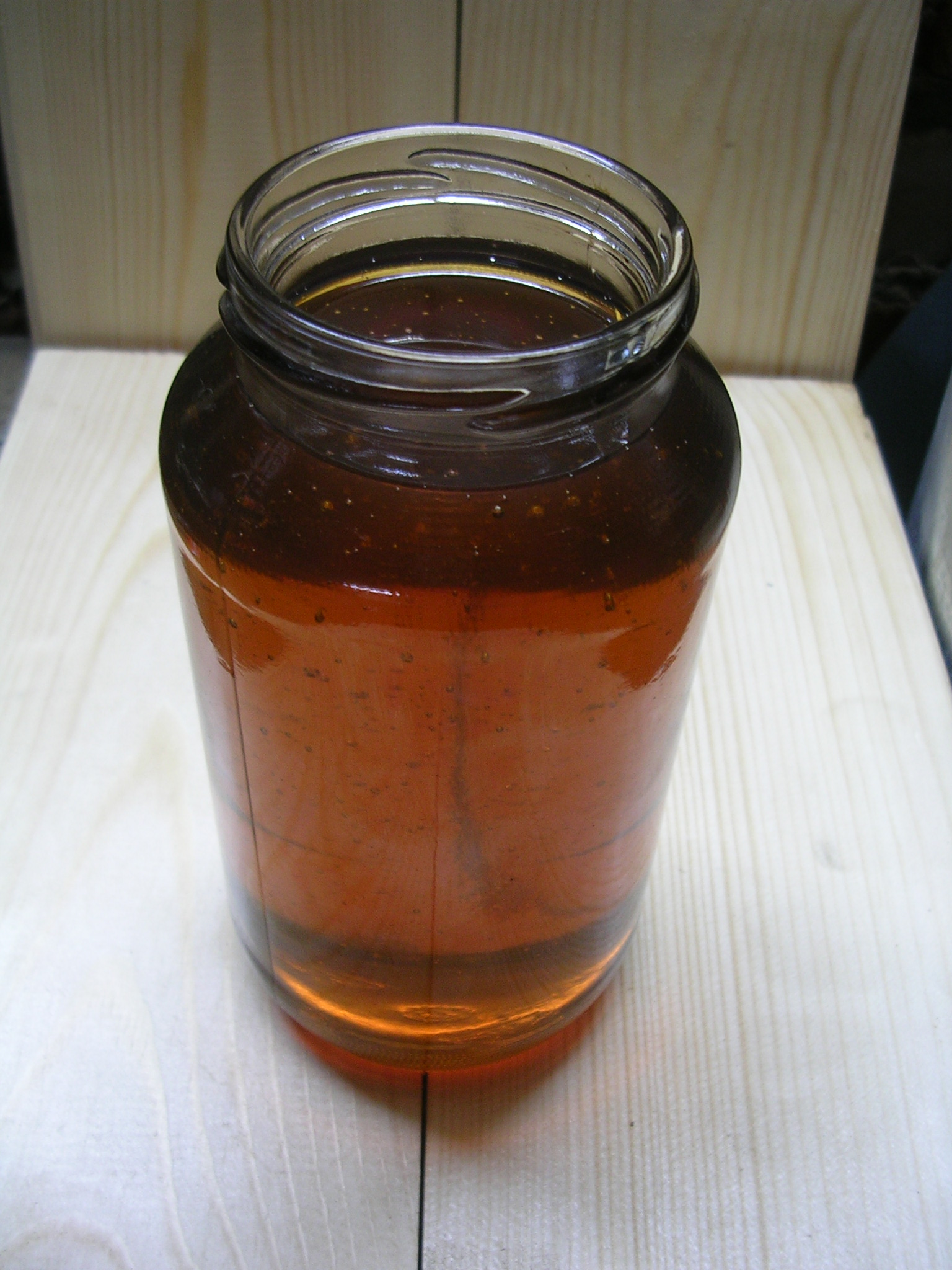
روغن موتور

روغن موتور مدرن در حال حاضر دارای سه طبقه‌بندی است:
گروه III روغن معدنی یا گاز به مایع است که یک راه شیمیایی برای تولید روغن پارافین از گاز متان است.
گروه IV یک PAO (پلی آلفا الفین‌ها) است.
گروه V که بسیار غیرمعمول (استر یا دی استرها).
SAE 10W-40 یک برچسب یک روغن موتور با کیفیت نیست بلکه یک نوع از درجه ویسکوزیته است. روغن‌های مولتی گرید که امروز در دسترس است را می‌توان در دماهای بسیار مختلف (شاخص گرانروی بسیار بالا) استفاده کرد؛ که نیاز به تغییر روغن خودرو در تابستان و زمستان را از بین می‌برد.
حجم روغن موتور باید همیشه مقدار مشخصی باشد تا موتور کارکرد استانداری داشته باشد.
اغلب رانندگان و مالکان خودرو در زمان برخورد با کم کردن روغن احساس نگرانی می‌کنند و گمان می‌کنند که خودرویشان خراب شده‌است و باید به تعمیرگاه مراجعه کنند.
در صورتی که این تصور صحیح نیست و هر روغن کم کردنی عیب در موتور خودرو محسوب نمی‌شود. تبخیر شدن روغن، طراحی موتور، عدم انتخاب موتور مناسب و شرایط رانندگی از دلایل کاهش حجم روغن موتور هستند.

## فاکتورهای تعیین‌کننده انتخاب در روغن موتور

### ·فاکتور API
شاخص API (American Petroleum Institute)، بیانگر استاندارد کیفی روغن موتور است. این شاخص با استفاده از ۲ حرف انگلیسی روی بطری روغن موتور مشخص می‌شود. اغلب خودروسازان از استانداردهای SL, SJ, SM و SN در ساخت موتورها استفاده می‌کنند. در میان این استاندارها SN و SM بالاترین کیفیت را در روغن موتورها دارند. در واقع کیفیت، بر اساس حرف دوم بر خلاف ترتیب الفبا مشخص می‌شود.

### ·فاکتور SAE
SAE یا همان Society of Automotive Engineers، به معنای انجمن مهندسان خودرو است. این انجمن برای گرانروی روغن موتور استاندارد خاصی را تعیین کرده‌اند که این فاکتور در انتخاب یک روغن موتور مناسب برای خودرو به شما کمک خواهد کرد. این استاندارد عددی بین ۰ تا ۶۰ را شامل می‌شود و تعیین‌کننده ویسکوزیته روغن موتور است. ویسکوزیته یا گرانروی فاکتوری است که میزان مقاومت سیالات در برابر جاری شدن را نشان می‌دهد. هر چه قدر این عدد به صفر نزدیک‌تر باشد به معنای این است که روغن به آسانی جاری می‌شود و هر چه قدر به ۶۰ نزدیک‌تر باشد نشان دهنده مقاومت بالای روغن موتور در مقابل جاری شدن است. وجود حرف W در این استاندارد برای نشان دادن حداقل میزان گرانروی در زمستان است.
به‌طور معمول اعداد ۰ تا ۲۵ برای هوای سرد و زمستانی و اعداد ۳۰ تا ۶۰ برای هوای گرم و تابستانی هستند. با توجه به این اعداد روغن موتورها را به دو دسته سینگل گرید و مولتی گرید تقسیم می‌کنند.

#### ۱. سینگل گرید
در صورتی که SAE تنها یک عدد داشته باشد به معنای این است که این روغن موتور درجه ویسکوزیته چهار فصل را ندارد و تنها برای هوای سرد یا گرم ساخته شده‌است. روغن موتورهای سینگل گرید، تنها مخصوص یک شرایط آب و هوایی تولید می‌شوند.

#### ۲. مولتی گرید
با استفاده از روغن موتورهای مولتی گرید، دیگر مجبور نخواهید شد در تابستان از یک نوع و در زمستان نوع دیگر روغن موتور استفاده کنید زیرا روغن‌های مولتی گرید برای هر چهار فصل مناسب هستند. در این روغن موتورها از دو عدد و حرف W استفاده می‌شود. برای مثال در عدد W-305، عدد کنار W نشان دهنده درجه ویسکوزیته در دمای سرد است و عدد دوم نشان دهنده این است که اگر دمای موتور به بالاترین دما برسد، ویسکوزیته روغن از عدد نوشته شده بالاتر نخواهد رفت. [2]

### ·فاکتور JASO
این فاکتور زمانی باید در نظر گرفته شود که مشغول انتخاب روغن برای یک موتورسیکلت هستید؛ در خودروها شاهد استفاده از چندین نوع روغن هستیم مانند روغن موتور، روغن گیربکس، روغن هیدرولیک که هرکدام ویژگی خاص خود را دارند. همزمان با پیشرفت تکنولوژی روغن‌های موتور، افزودنی‌های جدید برای کاهش بیشتر اصطکاک جهت روانکاری بهتر موتور خودروها ابداع شدند. این موضوع برای موتورسیکلت‌ها مناسب نبود زیرا در اغلب موتورسیکلت‌ها برخلاف خودروها، سیستم انجین، گیربکس و کلاچ همگی در یک محفظه قرار داشته و از یک روغن موتور استفاده می‌کنند. دیسک و صفحه کلاچ بسیاری از موتوسیکلت‌ها در روغن موتور غوطه‌ور هستند (اصطلاحا کلاچ مرطوب هستند). پس کاهش بیشتر اصطکاک در روغن‌های نسل جدید تر باعث ایجاد لغزش و کوتاه شدن عمر سیستم کلاچ موتورسیکلت‌ها می‌شد.
از این رو در سال ۱۹۹۸ میلادی سازمان استاندارد خودروی ژاپن برای حل این مشکل اقدام به تعریف استاندارد جدیدی تحت عنوان "JASO" نمود. طبق این استاندارد، روغن‌های باکیفیت تر بدون اینکه عناصر اصطکاک‌زای آن حذف شوند، برای موتورسیکلت‌های کلاچ مرطوب تولید می‌شوند تا موتورسیکلت‌ها همزمان که از کیفیت روغن‌های نسل جدید بهره می‌برند، دچار مشکل لغزندگی کلاچ و کاهش طول عمر موتور نشوند.
استاندارد JASO متشکل از دو دسته عملکردی MA و MB است. JASO-MA برای موتورسیکلت‌های دارای کلاچ مرطوب و JASO-MB نیز برای موتورسیکلت‌های اسکوتری که دارای گیربکس جداگانه و اتوماتیک هستند ابداع شد. (از این دو دسته روغن نمی‌توان به جای یکدیگر استفاده کرد)

## سیستم استانداردی ACEA
(انجمن DES Constructeurs Européens D'خودرو) این سیستم استاندارد برای خودروهای اروپایی طراحی شده و جایگزین نظام سابق CCMC است. ACEA روغن موتور را به سه دسته تقسیم می‌کند. یکی برای موتور بنزینی (حرف A) و دیگری برای موتورهای دیزل سبک (حرف B) و بعدی برای موتورهای دیزل سنگین (حرف E).
- A1 روغن موتور از همان کیفیت A2 است اما با الزامات کمتری برای پایداری برشی و تبخیر است. این کلاس برای روغن‌های چرب به اصطلاح با ویسکوزیته پایین در نظر گرفته شده.
- A2 به روزرسانی شده کیفیت قبلی CCMC G4 است. حداقل سطح کیفیت احتیاجات مورد نیاز برای اکثر اتومبیل‌های اروپایی است.
- A3 به روزرسانی شده کیفیت قبلی CCMC G5 است. این روغن با بالاترین الزامات مورد نیاز برای حفاظت از سایش، پایداری اکسیداسیون و تبخیر کم و جلوگیری از کم شدن گرانروی فراهم می‌کند.
- B1 برای موتورهای دیزلی سبک با سطح کیفیت همان B2 است، اما با الزامات کمتری برای پایداری برشی و تبخیر است. این نوع روغن برای روغن‌های چرب معمولی و با ویسکوزیته پایین در نظر گرفته شده.
- B2 به روزرسانی شده کیفیت قبلی CCMC PD2 است. سطح کیفیت حداقل احتیاجات مورد نیاز برای اکثر موتورهای دیزلی سبک اروپا را دارا می‌باشد.
- B3 به روزرسانی شده کیفیت قبلی CCMC PD2 است. این استاندارد با دارا بودن به بالاترین الزامات مورد نیاز برای حفاظت از سایش، پایداری اکسیداسیون، تبخیر کم و جلوگیری از کم شدن گرانروی فراهم می‌کند.
- B4 این استاندارد با دارا بودن به بالاترین الزامات مورد نیاز برای نوع جدید از خودروهای دیزلی و بنزینی با کیفیت بالا می‌باشد.
- C3 روغن‌های با کیفیت عالی و با خاکستر (SAPS) بسیار کم هستند. آن‌ها برای استفاده در موتور بنزینی با کارایی بالا و موتورهای دیزل سبک با سیستم‌های پیشرفته با کاتالیزور دیزلی (فیلتر ذرات دیزل) (DPF) و کاتالیزور سه راه (TWC) که طراحی شده، استفاده می‌شود. این روغن موتور SAE 5W-30 یا SAE 5W-40 بر پایه روغن پایه گروه III درست شده. این نوع روغن معمولاً استانداردهای شرکت‌های مختلف از جمله Daimler MB-Approval 229.31 / Daimler MB-Approval 229.51 / Volkswagen VW50200 / Volkswagen VW50500 Volkswagen VW50501 / BMW Longlife 04 / Porsche (SAE 5W-40 only). (SAPS= Sulphated Ash, Phosphorus, Sulphur) را دارا می‌باشند (SAPS = خاکستر سولفاته، فسفر، گوگرد)
- C2 تقریباً همانند استاندارد C3 است و فقط دارای ویسکوزیته SAE 5W-30 است و حفاظت از سایش کمتری دارد اما در بهبود اقتصاد سوخت کمتر خودرو مؤثر است.
- C1 تقریباً همانند استانداردهای C2 و C3 هستند اما این استاندارد بالاترین کیفیت را در حفاظت از سایش، جلوگیری از تولید لجن و بهبود اقتصادی سوخت خودرو را دارد.
- E1 استاندارد روغن موتور برای موتورهای دیزل سنگین ساخته شده. سطح کیفیت به‌طور گسترده با استاندارد قبلی CCMC D4 سازگار است و در درجه اول برای موتورهای بزرگتر و فواصل تخلیه نرمال در نظر گرفته شده. امروزه این استاندارد تقریباً حذف شده.
- E2 این استاندارد برای موتورهای دیزلی با توربو و بدون توربو شارژرها که تحت شرایط سخت کار می‌کنند، طراحی شده‌است.
- E3 ارتقاء قابل توجهی نسبت به استاندارد قبلی CCMC D5 را دارد و محافظت بهتری از پیستون‌ها در مقابل سایش و پاک‌کنندگی دوده را دارد. این روغنها به برای موتورهای زیست‌محیطی EURO II طراحی شده‌است، تحت شرایط سخت و فواصل تعویض روغن بیشتر از حد معمولی.
- E4 تقریباً همان استاندارد E3 است اما با بهبود پاک‌کنندگی بهتر و مدیریت دوده است. تحت شرایط سخت و فواصل تعویض روغن بیشتر از حد استاندارد.
- E3. E5 استاندارد بالاترین کیفیت موجود است و نوع ارتقا یافته E3 است که برای موتورهای یورو III درست شده‌است. فواصل تعویض روغن برابر استاندارد E3 می‌باشد.

## استاندارد JASO موتورسیکلت‌ها
در خودروها شاهد استفاده از چندین نوع روغن هستیم مانند روغن موتور، روغن گیربکس، روغن هیدرولیک که هرکدام ویژگی خاص خود را دارند.
همزمان با پیشرفت تکنولوژی روغن‌های موتور، افزودنی‌های جدید برای کاهش بیشتر اصطکاک جهت روانکاری بهتر موتور خودروها ابداع شدند. این موضوع برای موتورسیکلت‌ها مناسب نبود زیرا در اغلب موتورسیکلت‌ها برخلاف خودروها، سیستم انجین، گیربکس و کلاچ همگی در یک محفظه قرار داشته و از یک روغن موتور استفاده می‌کنند. دیسک و صفحه کلاچ بسیاری از موتوسیکلت‌ها در روغن موتور غوطه‌ور هستند (اصطلاحا کلاچ مرطوب هستند). پس کاهش بیشتر اصطکاک در روغن‌های نسل جدید تر باعث ایجاد لغزش و کوتاه شدن عمر سیستم کلاچ موتورسیکلت‌ها می‌شد.
از این رو در سال ۱۹۹۸ میلادی سازمان استاندارد خودروی ژاپن برای حل این مشکل اقدام به تعریف استاندارد جدیدی تحت عنوان "JASO" نمود. طبق این استاندارد، روغن‌های باکیفیت تر بدون اینکه عناصر اصطکاک‌زای آن حذف شوند، برای موتورسیکلت‌های کلاچ مرطوب تولید می‌شوند تا موتورسیکلت‌ها همزمان که از کیفیت روغن‌های نسل جدید بهره می‌برند، دچار مشکل لغزندگی کلاچ و کاهش طول عمر موتور نشوند.
استاندارد JASO متشکل از دو دسته عملکردی MA و MB است. JASO-MA برای موتورسیکلت‌های دارای کلاچ مرطوب و JASO-MB نیز برای موتورسیکلت‌های اسکوتری که دارای گیربکس جداگانه و اتوماتیک هستند ابداع شد. (از این دو دسته روغن نمی‌توان به جای یکدیگر استفاده کرد)